# Le Truel
Le Truel é uma comuna francesa na região administrativa de Occitânia, no departamento de Aveyron. Estende-se por uma área de 26,48 km². Em 2010 a comuna tinha 348 habitantes (densidade: 13,1 hab./km²).